# Prosopium williamsoni

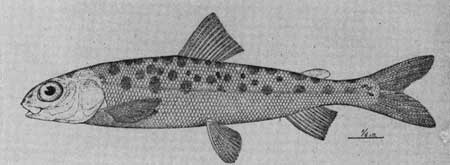
Il·lustració de l'any 1941

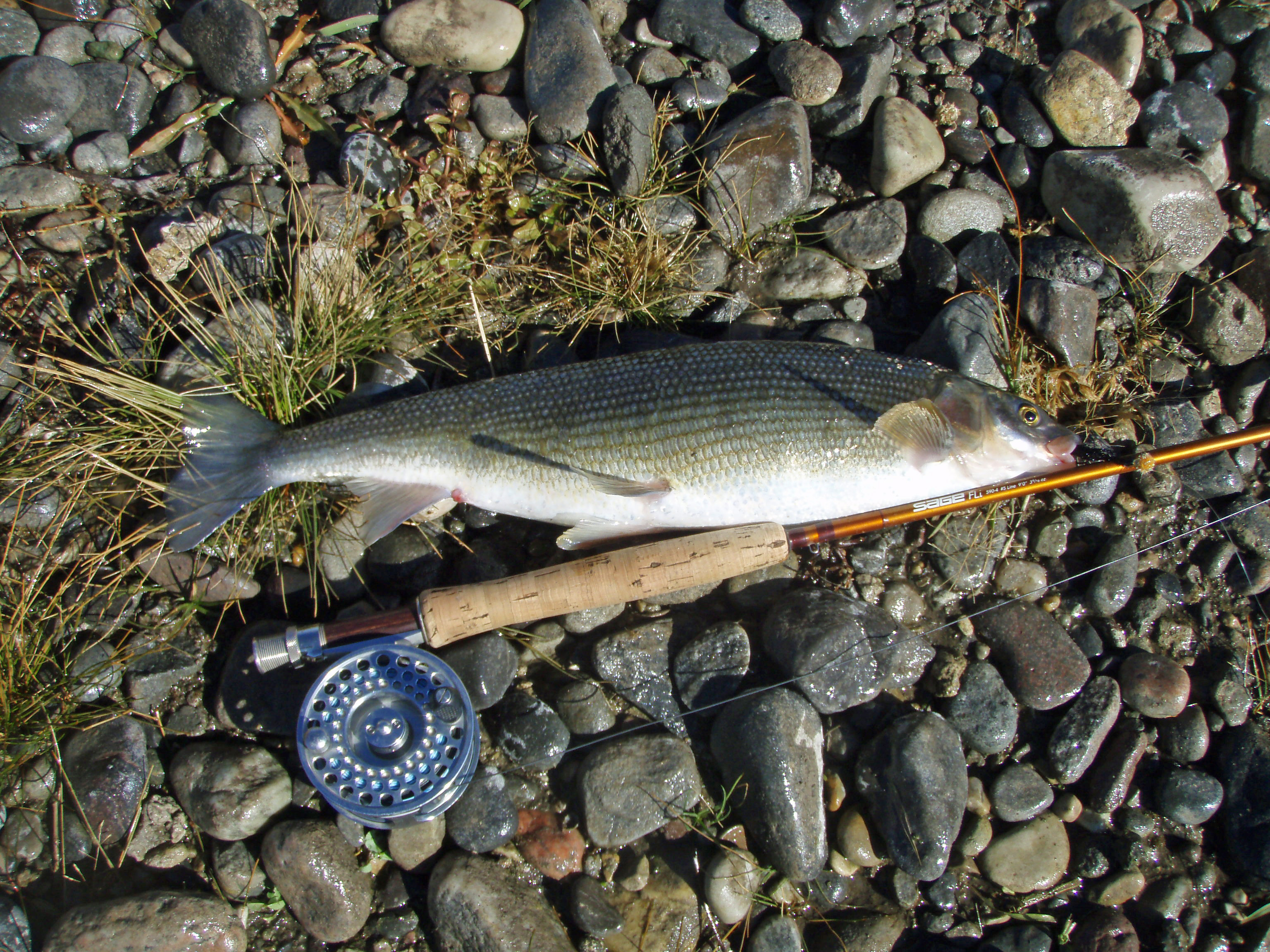
Exemplar capturat a Montana

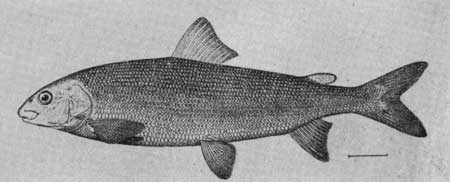
Exemplar adult

Prosopium williamsoni és una espècie de peix de la família dels salmònids i de l'ordre dels salmoniformes.

## Morfologia
- Els mascles poden assolir 70 cm de longitud total i 2.920 g de pes.[1]
- Nombre de vèrtebres: 53-61.[2]

## Alimentació
Menja larves d'insectes aquàtics, mol·luscs, peixos, ous de peixos (incloent-hi els de la seua pròpia espècie), plàncton i insectes.

## Depredadors
Al Canadà és depredat per Salvelinus namaycush.

## Hàbitat
És un peix d'aigua dolça, de clima temperat i bentopelàgic que viu entre 5-20 m de fondària.

## Distribució geogràfica
Es troba a Nord-amèrica.

## Observacions
És inofensiu per als humans.